# Chevrolet Volt
Chevrolet Volt este un vehicul cu propulsie alternativă‎ dezvoltat de General Motors.
Modelul nu este încă (2015) comercializat în România.
1. ↑  General Motors 2012, p. 9-54.